# Potaxie

L'emoji d'alvocat s'entén com a símbol identitari de la comunitat «potaxie».

Potaxie o potaxià és un terme usat sobretot per les persones de la generació Z o Alfa, i usualment per la comunitat LGTBIQ+ castellanoparlant a TikTok i en altres plataformes d'Internet per a fer referència a un grup d'internautes que creen i consumeixen contingut humorístic i que té l'objectiu de contrarestar la presència d'internautes masclistes i homòfobs per Internet.

## Origen del terme i significats
«Potaxie» és antònim de «fife», terme usat per denominar persones heterosexuals amb actituds tòxiques, masclistes o sexistes i a vegades contràries al col·lectiu LGTBI, amb una passió al futbol. El terme «potaxie» sembla tenir el seu origen en un vídeo de l'any 2020, on s'entrevistava a una dona dominicana. Ella estava parlant de les propietats de l'alvocat, una fruita amb altes quantitats de potassi, i al voler dir potassi va pronunciar «potaxio».
És per aquesta raó que l'emoji que representa els «potaxies» sigui un alvocat. En tot cas, l'any 2021 es van viralitzar uns vídeos promocionals de l'empresa xinesa Douyin  (nom de la plataforma TikTok) del grup ByteDance. En aquests vídeos hi sortia una dona, de la qual se'n va fer un mem on es deia que aquesta dona era la Jiafei, que venia els productes, i segons el mem si no els compraves et podia segrestar.
La tendència es va fer més popular el juliol de l'any 2022, quan els fanàtics del mem "Jiafei" es van autodenominar "potaxies". Els potaxies o potaxians són persones que creen aquests tipus de contingut o que el consumeixen. A vegades aquest contingut també inclou llegendes de putxaines o pussaïnes (en castellà: puchainas).
Les «llegendes de puchaines» són històries fictícies que, normalment, van sobre l'apoderament femení i generalment s'il·lustren amb imatges generades per intel·ligència artificial. La paraula puchaina deriva de la pronunciació de vagina en anglès, de la cançó Vagina de la cantant i rapera estatunidenca CupcakKe.
L'origen d'aquestes llegendes s'estableix al febrer de 2024, on va aparèixer un vídeo amb l'àudio "La Teoria de la Puchaina Negra", que es creu que és d'on surten les altres puchainas, ja que és la primera. Més tard, el 19 de març de 2024 va sortir "La leyenda de la puchaina que desapareció en el bosque de Anekakanekulo" (La llegenda de la potxaina que va desaparèixer al bosc d'Anekakanekulo) de Jiafei Store, aquest vídeo va tenir molt èxit a la plataforma TikTok, i  en dos mesos va impulsar que altres creadors s'unissin al trend.

## Impacte del terme
Durant la pandèmia de la COVID-19, el terme potaxie va ser utilitzat per Netflix Mèxic per a incloure'l en diversos vídeos en el seu compte oficial de TikTok.
A l'agost de 2023 l'etiqueta #potaxie havia aconseguit a TikTok 1,7 mil milions de visualitzacions. Per a molts, la comunitat potaxie és gent més aviat progressista, i a favor d'un món on es respecti la llibertat d'expressió i la diversitat, superant així, els tabús sobre, en alguns casos, els aparells reproductors humans.
Empreses com l'empresa de supermercats Dia o el canal de televisió Telecinco es van unir al trend amb les seves pròpies llegendes de Puchaina. Fins i tot PSOE, el partit polític espanyol, va crear una teoria de les puchaines fent campanya per les eleccions europees, on sortia una puchaina que lluitava el feixisme.
En 2024, el terme ha tingut protagonisme en esdeveniments d'Espanya com el Benidorm Fest o en la campanya electoral de les eleccions al Parlament de Catalunya, on el grup polític Sumar a Catalunya, liderat per Jéssica Albiach va fer un vídeo de puchaines.